# Nardos Chifra
Nardos Chifra (18 de enero de 1998) es una deportista etíope que compitió en taekwondo. Ganó una medalla de oro en los Juegos Panafricanos de 2015, en la categoría de –46 kg.

## Palmarés internacional
| Juegos Panafricanos | Juegos Panafricanos               | Juegos Panafricanos | Juegos Panafricanos |
| Año                 | Lugar                             | Medalla             | Categoría           |
| ------------------- | --------------------------------- | ------------------- | ------------------- |
| 2015                | Brazzaville (República del Congo) | Medalla de oro      | –46 kg              |